# レオポルド・カルボ＝ソテーロ
レオポルド・ラモン・ペドロ・カルボ＝ソテーロ・イ・ブステーロ（スペイン語: Leopoldo Ramón Pedro Calvo-Sotelo y Bustelo, 1926年4月14日 – 2008年5月3日）は、スペイン・マドリード出身の政治家。1970年代の民主化後もっとも短命だった首相である。

## 経歴
1926年4月14日、マドリード生まれ。レオポルドはマドリード土木学校（現・マドリード工科大学）で土木工学を学び、化学工業の労働者として働いた後、1967年から1968年にはレンフェの社長を務めた。1965年から1973年にはマドリード市長を務めた。フランシスコ・フランコ死去後の1975年から1976年にはカルロス・アリアス＝ナバーロ政権の通産大臣、1976年から1977年にはアドルフォ・スアレス政権の公共労働大臣、1980年から1981年にはスアレス政権の第二副首相を務めた。1981年2月に民主中道連合(UCD)の分裂の結果スアレスが首相を辞任すると、カルボ＝ソテーロがUCDの党首に就任し、UCDはカルボ＝ソテーロをスアレスの後継首相に指名した。その後国王の承認を得たが、1981年2月23日の首相信任投票時には、スペイン陸軍や治安警備隊の過激派集団が国会議事堂に突入し、下院議員350人を人質とするクーデター未遂事件、いわゆる23-Fが起こっている。2日後の2月25日に改めて行われた信任投票で下院はカルボ＝ソテーロを信任し、首相となった。1982年12月の総選挙でフェリペ・ゴンサレスが首相に就任するまで1年10か月間首相を務め、スペインの西欧接近策を進めた。UCD党内には北大西洋条約機構(NATO)加盟に対する慎重論があり、またスペイン社会労働党(PSOE)やスペイン共産党はNATO加盟について可否を問う国民投票の実施を要求したが、カルボ＝ソテーロはそれらを押し切って1982年にNATO加盟を決断した。カルボ＝ソテーロの首相在任時にほぼすべての自治州政府が成立し、カルボ＝ソテーロは前任のスアレスが残した問題を処理して成果を挙げたが、1981年後半からUCDは分解しはじめ、カルボ＝ソテーロは1982年8月に議会を解散して総選挙に臨んだ。1982年の総選挙では社会労働党に敗れて野党に転じ、民主中道連合は解散した。
カルボ＝ソテーロは8人の子を儲けた。2008年5月3日、マドリード州・ポスエロ・デ・アラルコンの自宅で死去した。死因は心停止。

## 親族
父親のレオポルド・カルボ＝ソテーロ（息子と同名）は著作家。カルボ＝ソテーロ家は政治家の家系であり、叔父のホセ・カルボ＝ソテーロは王党派のスペイン革新党党首であり、ミゲル・プリモ・デ・リベラ政権で財務大臣を務めたが、1936年7月に左翼系の青年将校によって暗殺された。この暗殺事件はスペイン内戦につながる軍部の武装蜂起のきっかけとなった。